# Reprezentacja Wielkiej Brytanii w piłce ręcznej kobiet
Reprezentacja Wielkiej Brytanii w piłce ręcznej kobiet – narodowy zespół piłkarek ręcznych Wielkiej Brytanii. Reprezentuje swój kraj w rozgrywkach międzynarodowych.

## Turnieje

### Udział wigrzyskach olimpijskich
| Rok  | Wynik | Źródło |
| ---- | ----- | ------ |
| 1976 | –     |        |
| 1980 | –     |        |
| 1984 | –     |        |
| 1988 | –     |        |
| 1992 | –     |        |
| 1996 | –     |        |
| 2000 | –     |        |
| 2004 | –     |        |
| 2008 | –     |        |
| 2012 | 12.   |        |